# Xã Madison, Quận Lac qui Parle, Minnesota
Xã Madison (tiếng Anh: Madison Township) là một xã thuộc quận Lac qui Parle, tiểu bang Minnesota, Hoa Kỳ. Năm 2010, dân số của xã này là 216 người.